# Union sociale pour l'habitat
 (avril 2022).
L’Union sociale pour l’habitat (USH) est depuis octobre 2002 le nom de l’Union nationale des fédérations d’organismes HLM.

## Histoire
L’Union sociale pour l'habitat, créée en 1929, rassemble quatre fédérations d'organismes HLM et une fédération regroupant les associations régionales :
- la fédération nationale des Offices publics de l’habitat (OPH) ;
- la fédération nationale des Entreprises sociales pour l’habitat (ESH) ;
- la fédération nationale des Sociétés coopératives d'Hlm ;
- Procivis-UES-AP, qui représente les intérêts des 52 sociétés anonymes coopératives d'intérêt collectif pour l'accession à la propriété (SACICAP) ;
- la fédération nationale des Associations régionales d'organismes d'habitat social (FNAR).

Depuis le 4 novembre 2020, elle est présidée par Emmanuelle Cosse, ancienne ministre du Logement et de l'Habitat durable. Marianne Louis, une « ancienne élue de l’aile gauche du Parti socialiste, un temps proche de Jean-Luc Mélenchon », en est la directrice générale.
Les fédérations correspondent à des familles d’organismes Hlm différentes, chacune étant le résultat d’une histoire et d’une culture spécifiques.

## Les missions
L’Union sociale pour l’habitat remplit trois grandes missions :
- un rôle de représentation nationale auprès des pouvoirs publics, des médias, des associations, des milieux professionnels et de l’opinion publique ;
- une mission de réflexion, d’analyse et d’étude sur tous les dossiers relatifs à l’habitat et l’élaboration de propositions pour une politique sociale de l’habitat et de contribution au débat public ;
- une fonction d’information, de conseil et d’assistance auprès des organismes, de leurs associations et de leurs fédérations afin de faciliter, rationaliser et développer leurs activités.

L’Union anime un réseau d’appui à la modernisation et à la professionnalisation des organismes Hlm.

## Les types d'organismes Hlm

### Les offices publics de l’habitat (OPH)
Les offices publics de l’habitat sont des établissements publics à caractère industriel et commercial, rattachés à des collectivités locales. Depuis le 1er février 2007, Ils ont remplacé les OPHLM (offices publics d’habitations à loyer modéré) et les OPAC (offices publics d’aménagement et de construction). Ils ont pour objet, notamment, l’aménagement, la construction, la réhabilitation d’immeubles destinés aux personnes à revenus modestes. Ils en assurent la location, la gestion, l’entretien. Ils peuvent également vendre des logements et interviennent en matière d’aménagement et d’urbanisme pour les collectivités publiques.
Il existe aujourd’hui 264 offices de l’habitat qui détiennent et gèrent un peu plus de 2 millions de logements locatifs sociaux.

### Les entreprises sociales pour l’habitat (ESH)
Les entreprises sociales pour l’habitat sont des sociétés anonymes, responsables devant leurs actionnaires. Mais, elles doivent réinvestir leurs bénéfices. De même, elles sont limitées dans une éventuelle rémunération de ces mêmes actionnaires. Leur activité est également la production et la gestion d’un patrimoine immobilier pour les personnes modestes.
Il existe aujourd’hui 239 entreprises sociales pour l’habitat qui détiennent et gèrent environ 2 millions de logements sociaux.

### Les sociétés coopératives HLM
Les sociétés anonymes coopératives d'HLM sont des sociétés à capital variable fondées sur les principes coopératifs de démocratie et de transparence. Avec plus de 300 000 logements construits en un siècle, les coopératives d'Hlm ont toujours été des acteurs historiques de l'accession sociale à la propriété. Elles ont aujourd’hui des compétences élargies au domaine du logement locatif.
Il existe aujourd’hui 173 coopératives Hlm[Quand ?].

### Les SACICAP
Les SACI, à la fois organismes Hlm et sociétés financières sont chargées par les pouvoirs publics de promouvoir l’accession à la propriété par la distribution de prêts à caractère social et l’exercice des métiers immobiliers qui lui sont liés (promotion, maison individuelle…). À la suite des décisions stratégiques d’organisation des différents métiers prises par le Conseil syndical, il a été procédé à la filiation des activités concurrentielles de crédit et immobilières. Les SACI ont désormais pour activité principale la réalisation de missions sociales.
Depuis le 1er janvier 2008, et conformément aux dispositions de l'ordonnance du 25 août 2006, les SACI ont adopté le statut de Société anonyme d'intérêt collectif pour l'accession à la propriété (SACICAP). Il existe aujourd'hui[Quand ?] 52 SACICAP.

## Les associations régionales Hlm
Elles regroupent l’ensemble des organismes de chaque région. Elles ont notamment pour mission : la représentation du Mouvement Hlm à l’échelle territoriale, le lien entre les organismes, l’Union sociale pour l’habitat et les fédérations qui la composent, une animation technique et professionnelle, la diffusion d’informations et de pratiques territorialisées.
Il existe 12 associations régionales en métropole[Quand ?] et une association qui regroupe les organismes d’habitat social d’Outre-mer.